# Eustomias schmidti
Eustomias schmidti és una espècie de peix de la família dels estòmids i de l'ordre dels estomiformes.

## Morfologia
- Els mascles poden assolir 21,2 cm de longitud total.[1][2]

## Hàbitat
És un peix marí i d'aigües profundes que viu entre 50-150 m de fondària.

## Distribució geogràfica
Es troba a l'Atlàntic i el Pacífic (entre 35-40°N i 30-35°S).